# Nguyễn Văn Quốc Duy
Nguyễn Văn Quốc Duy là một vận động viên bóng chuyền Việt Nam, thi đấu ở Giải bóng chuyền vô địch quốc gia Việt Nam và giải hạng A. Quốc Duy liên tục đạt danh hiệu vận động viên tấn công xuất sắc nhất Giải bóng chuyền vô địch quốc gia Việt Nam 2021 và 2022. Anh đang thi đấu cho Câu lạc bộ bóng chuyền Tràng An Ninh Bình và Đội tuyển bóng chuyền nam quốc gia Việt Nam giai đoạn 2021-nay.

## Sự nghiệp
Nguyễn Văn Quốc Duy trưởng thành từ lò đào tạo Trà Vinh. Anh đã cùng đội bóng của mình giành huy chương vàng tại Đại hội TDTT khu vực Đồng bằng sông Cửu Long năm 2020, giúp đội bóng Trà Vinh giành xếp vị trí thứ 4 giải bóng chuyền hạng A toàn quốc. Ở mùa giải 2021, Nguyễn Văn Quốc Duy thi đấu cho Thể Công dưới hình thức mượn nhưng đã để lại dấu ấn đặc biệt.
Tại Giải bóng chuyền cúp Hoa Lư 2021, Quốc Duy đã cùng Thể Công giành được ngôi vị Á quân. Đến Giải bóng chuyền vô địch quốc gia Việt Nam 2021, Quốc Duy sở hữu những cú đập bóng tay trái đầy uy lực và hóc hiểm. Cùng đó, Quốc Duy còn thường xuyên có những tình huống phát bóng ăn điểm trực tiếp, với tỷ lệ thành công cao. Kết thúc giải, Quốc Duy đã góp công lớn để cùng các đồng đội giành được ngôi vị Á quân của Giải bóng chuyền vô địch quốc gia Việt Nam 2021. Cùng với Nguyễn Thị Bích Tuyền, cầu thủ trẻ này cũng đã giành được giải cá nhân nam cầu thủ tấn công xuất sắc nhất giải. Quốc Duy trở thành làn gió mới, là niềm hy vọng của Đội tuyển bóng chuyền nam quốc gia Việt Nam trong mục tiêu giành vị trí cao tại SEA Games 31 tại Việt Nam.
Sau khi kết thúc Giải bóng chuyền vô địch quốc gia Việt Nam 2021, Quốc Duy cũng chính thức đầu quân cho nhà đương kim vô địch mùa giải 2021 Tràng An Ninh Bình theo hợp đồng cho mượn từ Trà Vinh. Tại đây, tay đập sinh năm 2001 sẽ được đồng hành cùng những đồng đội tại ĐTQG như Giang Văn Đức, Trịnh Duy Phúc và Lâm Văn Sanh.

## Thành tích
Tại giải VĐQG 2021, đối chuyền trẻ Nguyễn Văn Quốc Duy với những cú dứt điểm tay trái uy lực khó tin cùng khả năng phát bóng ăn điểm trực tiếp hiếm có, đã nổi lên như một hiện tượng đặc biệt của bóng chuyền nam Việt Nam. Tại Giải bóng chuyền vô địch quốc gia Việt Nam 2022, Quốc Duy tiếp tục thi đấu thăng hoa trong trận chung kết và tiếp tục giành giải thưởng Vận động viên tấn công xuất sắc nhất.
Thành tích cá nhân
- Vận động viên tấn công xuất sắc nhất Giải Vô địch bóng chuyền trẻ toàn quốc 2020.[4]
- Vận động viên tấn công xuất sắc nhất Giải bóng chuyền vô địch quốc gia Việt Nam 2021
- Vận động viên tấn công xuất sắc nhất Giải bóng chuyền vô địch quốc gia Việt Nam 2022

Thành tích tập thể
- Cùng đội tuyển Việt Nam giành huy chương bạc đại hội Đông Nam Á 2021 - SEA Games 31.
- Á quân Giải bóng chuyền vô địch quốc gia Việt Nam 2021 trong màu áo Thể Công
- Vô địch Giải bóng chuyền vô địch quốc gia Việt Nam 2022 trong màu áo Tràng An Ninh Bình